# Verordnung (EG) Nr. 805/2004 (Vollstreckungstitel-Verordnung)
Die Verordnung (EG) Nr. 805/2004, vollständig Verordnung (EG) Nr. 805/2004 des Europäischen Parlaments und des Rates vom 21. April 2004 zur Einführung eines europäischen Vollstreckungstitels für unbestrittene Forderungen, Kurzbezeichnung EuVTVO, vom 21. April 2004 regelt die Einführung eines vereinfachten Verfahrens, in dem Gläubiger zeit- und kostengünstiger für unbestrittene Forderungen einen Vollstreckungstitel in anderen Mitgliedstaaten der Europäischen Union (mit Ausnahme Dänemarks) erhalten können und zu diesem Zweck nicht ein Exequaturverfahren einleiten müssen.
Der Europäische Vollstreckungstitel (EuVT) ist kein selbständiger Vollstreckungstitel, da nur die Vollstreckbarkeit eines bestehenden Vollstreckungstitels auf die anderen Mitgliedstaaten erweitert wird.

## Geschichte
Die EuVTVO ist am 21. Oktober 2005 in Kraft getreten. In der ZPO sind in den §§ 1079 ff. Regelungen zur genauen Umsetzung.
Ziel ist die Erleichterung der gegenseitigen Anerkennung und Vollstreckung von Entscheidungen, gerichtlichen Vergleichen und Urkunden. Zu diesem Zweck entfällt ein Exequaturverfahren, wenn das ausländische Verfahren bestimmte Mindestvoraussetzungen eingehalten hat, deren Vorliegen von dem Mitgliedstaat geprüft wird, aus dem der Vollstreckungstitel stammt. Dann wird ein Vollstreckungstitel als Europäischer Vollstreckungstitel bestätigt und ist in den anderen Mitgliedstaaten vollstreckbar. Ein anderer Mitgliedstaat, in dem die Zwangsvollstreckung stattfindet, prüft weder diese Mindestvoraussetzungen noch sogenannte Anerkennungshindernisse (wie z. B. im Verfahren der §§ 722 ff. ZPO). Dieser Verzicht, insbesondere auf den anerkennungsrechtlichen Ordre public, wird von Rechtswissenschaftlern kritisiert.
Keine Anwendung findet die Verordnung für und im Verhältnis zu Dänemark (Art. 2 Abs. 3 EuVTVO). Eine völkerrechtliche Vereinbarung, wie sie zwischen der EG und Dänemark für die EuGVVO nachträglich getroffen wurde, gibt es für die EuVTVO zum jetzigen Zeitpunkt nicht.
Da nach der EuVTVO ein Vollstreckungstitel unter bestimmten Voraussetzungen als Europäischer Vollstreckungstitel bestätigt wird, kann man darin lediglich ein „umetikettierten“ sehen, so dass dann erst mit der Einführung des Europäischen Mahnverfahrens und des Europäischen Bagatellverfahrens ein „echter“ Europäischer Vollstreckungstitels besteht.

## Regelungen
Die EuVTVO gilt wie die EuGVVO nur für Zivil- und Handelssachen (Art. 2 EuVTVO). Generell kann ein Gläubiger gegen einen Schuldner gemäß der EuVTVO oder EuGVVO vollstrecken lassen. Allerdings sind bestätigungsfähige Vollstreckungstitel gemäß der EuVTVO nur Entscheidungen, gerichtliche Vergleiche oder öffentliche Urkunden, die im Ursprungsstaat als „unbestritten“ gelten (Art. 3 EuVTVO). Dies ist z. B. der Fall für Versäumnisurteile und Anerkenntnisurteile. Zudem müssen die Titel nach Inkrafttreten der EuVTVO zustande gekommen sein (Art. 26, 33 EuVTVO). In Dänemark gilt die Verordnung nicht (Art. 2 Abs. 3 EuVTVO).  
Die Voraussetzungen für die Bestätigung als Europäischen Vollstreckungstitel finden sich in der katalogartigen Aufzählung des Art. 6 EuVTVO. Sie werden gemäß EuVTVO nur von dem Mitgliedstaat im Ausland geprüft, aus dem der Vollstreckungstitel stammt. Für die Zwangsvollstreckung gilt das inländische Recht des Mitgliedstaates, indem sie stattfinden soll (Art. 20 EuVTVO). Eine Vollstreckungsklausel ist nicht erforderlich (§ 1082 ZPO).
Wird der Antrag des Gläubigers zurückgewiesen, kann er „jederzeit“ erneut einen Antrag stellen (Art. 6 Abs. 1 EuVTVO), und in Deutschland finden zudem die Vorschriften über die Anfechtung der Entscheidung über die Erteilung einer Vollstreckungsklausel entsprechend Anwendung (§ 1080 Abs. 2 ZPO). Der Schuldner kann nur im Ursprungsstaat die Bestätigung als Europäischen Vollstreckungstitel unter den Voraussetzungen des Art. 10 EuVTVO berichtigen oder widerrufen lassen, wenn bei der Bestätigung Fehler aufgetreten sind. Nur in Ausnahmefällen ist eine Überprüfung des Vollstreckungstitels im Ursprungsstaat vorgesehen (Art. 19 EuVTVO). 
In Deutschland ist eine „Erinnerung“ des Schuldners gegen die „Art und Weise“ der Zwangsvollstreckung nach §§ 766 Abs. 1, 764, 802 ZPO an das für die Zwangsvollstreckung zuständige Amtsgericht möglich (Art. 20 EuVTVO). Zudem ist ein Antrag des Schuldners zur Verweigerung, Aussetzung oder Beschränkung der Zwangsvollstreckung an das zuständige Amtsgericht nach §§ 1084, 764, 802 ZPO statthaft, allerdings nur in den engen Grenzen der Art. 21, 23 EuVTVO. Außerdem steht einem Schuldner nach § 1086 ZPO die Vollstreckungsabwehrklage (§ 767 ZPO) zu, wenn Deutschland der Ursprungsstaat und nicht der Vollstreckungsstaat ist.
Grundsätzlich kann ein Schuldner, der die Forderung eines Gläubigers bestreiten will, ein Versäumnisurteil im Ursprungsstaat und die anschließende Anwendung der EuVTVO versuchen zu vermeiden, indem er sich vor dem Gericht im Ursprungsstaat möglichst verteidigt. Dies gilt unter anderem auch für „Verbraucher“ als Schuldner, für die die EuVTVO statt der EuGVVO nach Art. 6 Abs. 1 lit. b EuVTVO keine Anwendung finden dürfte, was aber vom Gericht im Ursprungsstaat schlicht ignoriert werden könnte, selbst wenn der Schuldner dort gar nicht seinen Wohnsitz gemäß Art. 6 Abs. 1 lit. d EuVTVO hatte. Auch ein Widerrufsantrag des Schuldners nach Art. 10 EuVTVO an das Gericht im Ursprungsstaat könnte gegen die Zwangsvollstreckung letztlich erfolglos sein.
Da die EuVTVO unabhängig von der EuGVVO anwendbar ist, ist laut BGH im Vollstreckungsstaat gegen eine Zwangsvollstreckung nach EuVTVO kein Antrag auf Versagung der Vollstreckung nach EuGVVO zulässig. Auch steht laut BGH eine im Vollstreckungsstaat bereits nach EuGVVO versagte Vollstreckbarerklärung keiner anschließenden Zwangsvollstreckung nach EuVTVO statt EuGVVO entgegen, selbst wenn im Ursprungsstaat das rechtliche Gehör des Schuldners verletzt wurde und kein faires Gerichtsverfahren gemäß Art. 6 Abs. 1 EMRK und Art. 47 GRCh stattfand.